# Филатиха (Псковская область)
Филатиха — деревня в Великолукском районе Псковской области России. Входит в состав сельского поселения «Переслегинская волость».
Расположена на западе района, в 7 км к северо-западу от райцентра Великие Луки и в 3 км к юго-востоку от волостного центра Переслегино.
Численность населения по оценке на 2000 год составляла 8 человек, на 2010 год — 13 человек.